# Adolph Bölling Overweg
Adolph Bölling Overweg (* 13. Januar 1875 auf Rittergut Haus Reichsmark bei Hohensyburg; † 1953) war ein deutscher Verwaltungsjurist und Rittergutsbesitzer.

## Leben

Offiziere des Husaren-Regiments Nr. 16

Overweg war ein Sohn des Rittergutsbesitzers Adolf Overweg. Er besuchte das Gymnasium Arnoldinum (Steinfurt). Nach dem Abitur begann er an der Ruprecht-Karls-Universität Heidelberg Rechtswissenschaft zu studieren. 1895 wurde er im Corps Vandalia Heidelberg recipiert. Als Inaktiver wechselte er an die Friedrich-Wilhelms-Universität zu Berlin und die Christian-Albrechts-Universität zu Kiel. Im Jahr 1898 legte er in Kiel das Referendarexamen ab. Er wurde 1902 Regierungsreferendar in Arnsberg, 1904 Regierungsassessor und 1909 schließlich Landrat im Kreis Insterburg. Von 1914 bis 1918 nahm er als Rittmeister der Reserve im Husaren-Regiment „Kaiser Franz Josef von Österreich, König von Ungarn“ (Schleswig-Holsteinisches) Nr. 16 am Ersten Weltkrieg teil. Nach Kriegsende wurde er 1918 Landrat im Kreis Dortmund. Er schied 1919 aus dem Staatsdienst aus und widmete sich der Bewirtschaftung seines Rittergutes Haus Reichsmark.